# Manchester by the Sea

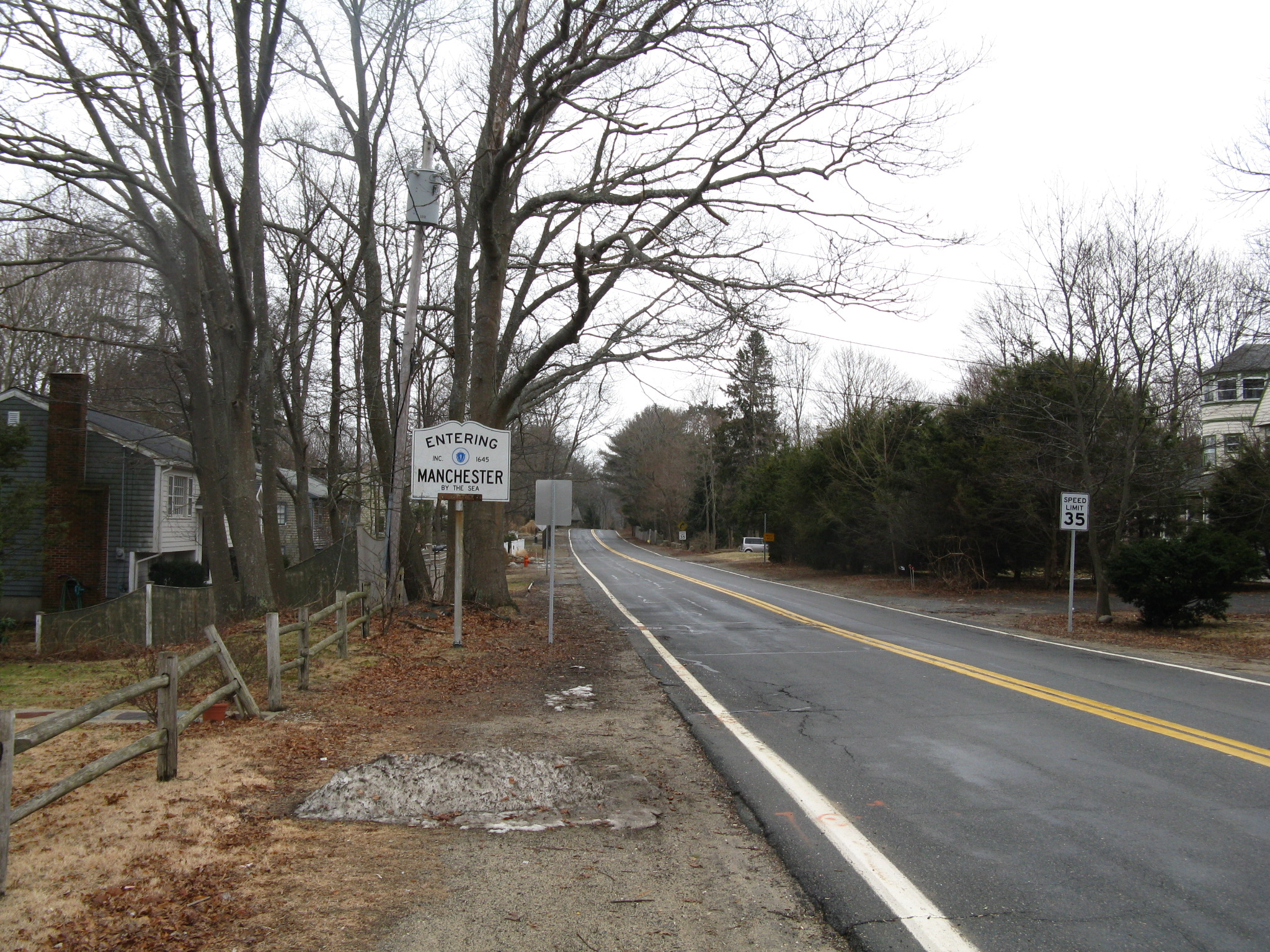
Der Ortseingang von Manchester-by-the-Sea

Manchester by the Sea ist ein US-amerikanisches Filmdrama von Kenneth Lonergan, das am 23. Januar 2016 beim Sundance Film Festival seine Premiere feierte.
Im Rahmen der Oscarverleihung 2017 wurde Manchester by the Sea in sechs Kategorien, darunter Bester Film, Beste Regie und Bestes Drehbuch nominiert. Den Oscar erhielt der Film für den besten Hauptdarsteller (Casey Affleck) und das beste Originaldrehbuch.

## Handlung
Lee Chandler arbeitet als Hausmeister in einem Apartmentkomplex in Quincy bei Boston. Obwohl er seine Arbeit ordnungsgemäß erledigt, beschweren sich Mieter wegen seiner mangelnden Freundlichkeit über ihn. Abends sucht er Bars auf, wo er auch mal scheinbar grundlos aggressiv gegenüber anderen Gästen wird.
Durch einen Anruf erfährt Lee vom Tod seines Bruders Joe, der an seiner bekannten Herzschwäche gestorben ist. Nachdem er im Krankenhaus Abschied von ihm genommen hat, kehrt Lee in seinen Heimatort Manchester-by-the-Sea zurück, um sich um den Nachlass seines Bruders und dessen Sohn Patrick zu kümmern. Ohne ihm dies vorher zu sagen, hat Joe ihn zum Vormund von Patrick bestimmt und dazu alle erforderlichen finanziellen Vorkehrungen getroffen. Patrick hat gleichzeitig zwei Freundinnen, spielt in einer Band und engagiert sich beim Schul-Eishockeyteam. Deshalb möchte er nicht, wie Lee dies zunächst plant, zu ihm nach Boston ziehen. Andererseits erträgt Lee es nicht, in Manchester zu sein. Dort ist vor allem George, ein Freund der Familie, behilflich. Er unterstützt auch Patrick, das geerbte Boot in Schuss zu halten, das aber einen neuen, teuren Motor benötigt.
In einer Serie von Rückblenden erzählt der Film die traumatische Vergangenheit Lees vor einigen Jahren in Manchester. Er war glücklich verheiratet und hatte drei Kinder. Nach einer Feier mit seinen Freunden heizte er den Kamin erneut an und ging Bier kaufen. Als er zurückkam, stand sein Haus in Flammen, weil er vergessen hatte, das Kamingitter aufzustellen. Die Feuerwehr konnte seine Frau Randi retten, doch seine drei kleinen Kinder starben im Obergeschoss. Nach der Befragung durch die Polizei versuchte er noch auf der Wache, sich das Leben zu nehmen.
Schließlich finden Lee und Patrick eine Lösung, nach der Lee etwas weniger in Boston arbeitet, Patrick in Manchester bleibt, seinen Onkel aber in Boston besuchen kann. George und seine Frau adoptieren Patrick und erhalten das Geld, das Patricks Vater für dessen Erziehung vorgesehen hat. Patrick darf das Boot behalten. In der Schlussszene sieht man beide friedlich angelnd auf dem Boot sitzen.

## Produktion

### Produktionsgeschichte und Stab
Die Idee zum Film stammt von Matt Damon und John Krasinski. Nachdem Damon anfänglich selbst den Protagonisten Lee Chandler spielen sollte, überließ er wegen Terminüberschneidungen dem Schauspieler Casey Affleck diese Rolle. Damon hatte es nach eigenen Aussagen zwar bedauert, die Rolle abgeben zu müssen, war allerdings auch erfreut, dass Affleck diese übernahm. Auch Krasinski sollte ursprünglich im Film mitwirken. Kenneth Lonergan, der eigentlich nur das Drehbuch schreiben sollte, übernahm zusätzlich die Regie, und Damon fungierte letztlich nur als einer der Produzenten des Films.
Auf die Frage, wie er als Broadway-Autor, Intellektueller und Psychiatersohn auf die Idee kam, seinen neuen Film in einem provinziellen Arbeitermilieu an der Atlantikküste Neuenglands spielen zu lassen, antwortete Lonergan: „Ich bin ein Kind der gehobenen Mittelschicht, Central Park West, Manhattan. Meine Eltern haben ein Ferienhaus am See, zwölf Autostunden nördlich von New York, an der Grenze zu Kanada. Seit meinem achten Lebensjahr habe ich jeden Sommer dort verbracht.“ Lonergan erklärt, dass ihn sein Leben dort im Norden als Junge sehr geprägt habe, vor allem hätten ihn die Menschen beeindruckt, die so eigenständig waren, dass sie ihre Häuser selbst bauen und ihre Boote selbst reparieren konnten.

### Besetzung und Synchronisation
Casey Affleck spielt im Film Lee Chandler, Michelle Williams dessen Ex-Frau Randi. Lucas Hedges, der im Film die Rolle von Lees Neffen Patrick übernahm, hatte bereits zuvor mit Damon zusammengearbeitet und 2013 im Film The Zero Theorem die Rolle seines Filmsohnes übernommen. Kyle Chandler spielt Lees versterbenden Bruder Joe Chandler. Gretchen Mol ist in der Rolle von Elise und Matthew Broderick in der Rolle von Jeffrey zu sehen.
Die deutsche Synchronisation wurde von Interopa Film durchgeführt. Björn Schalla spricht Lee Chandler, Schaukje Könning leiht seiner Ex-Frau Randi ihre Stimme.

### Dreharbeiten und Filmmusik
Die Dreharbeiten begannen am 23. März 2015 in der US-amerikanischen Kleinstadt Manchester-by-the-Sea, die dem Film seinen Namen gab, und wurden in den angrenzenden Städten Lynn und Beverly weitergeführt, die ebenfalls im Bundesstaat Massachusetts liegen.
Die Filmmusik wurde von Lesley Barber komponiert. Der Soundtrack zum Film umfasst 16 Lieder, hat eine Gesamtlänge von 44:07 min und wurde am 18. November 2016 von Milan Records veröffentlicht. Scott Feinberg von The Hollywood Reporter erachtet die Arbeit von Barber als Oscar-würdig.

### Premiere und Verwertung
Der Film feierte am 23. Januar 2016 beim Sundance Film Festival seine Premiere. Amazon sicherte sich hiernach die US-Aufführungsrechte am Film. Das Unternehmen, das zu den großen Einkäufern beim Sundance Film Festival zählte, fand in Roadside Attractions einen US-amerikanischen Kinopartner, der diesen Teil der Verwertung in den Vereinigten Staaten übernahm. Den Vertrieb in Deutschland übernahm der Weltkino-Filmverleih, der den Film im Rahmen der Filmkunstmesse Leipzig im September 2016 erstmals einem deutschen Fachpublikum vorstellte. Im September 2016 wurde der Film im Rahmen des Toronto International Film Festivals, ab 2. Oktober 2016 beim New York Film Festival, ab 8. Oktober 2016 im Rahmen des London Film Festivals und ab 21. Oktober 2016 im Rahmen der Viennale vorgestellt. Ab dem 18. November 2016 wurde er in ausgewählten US-amerikanischen Kinos gezeigt, später startete er dort landesweit. Am 19. Januar 2017 kam der Film in die deutschen Kinos. Seit 9. Dezember 2017 wird er bei Sky Cinema, Sky Go und Sky On Demand gezeigt.

## Rezeption

### Altersfreigabe
In Deutschland ist der Film FSK 12. In der Freigabebegründung heißt es: „Der Film ist sehr ruhig erzählt und enthält außer zwei sehr kurzen, eher harmlosen Kneipenprügeleien keine Gewaltszenen. Vereinzelt gibt es emotionale, traurige Situationen, die aber nicht übermäßig ausgespielt sind; auch wird die melancholische Grundstimmung immer wieder durch humorvolle Dialoge aufgelockert.“

### Kritiken und Einspielergebnis
Der Film konnte 96 Prozent der Kritiker bei Rotten Tomatoes überzeugen, gehörte damit zu den dort am besten bewerteten Filmen des Jahres 2016 und wurde bereits kurz nach seiner Premiere von vielen Kritikern als großer Oscar-Anwärter gehandelt. So brachte Scott Feinberg von The Hollywood Reporter neben dem Film selbst auch Regisseur und Drehbuchschreiber hierfür ins Gespräch. Feinberg sah auch Chancen für Jennifer Lame als Filmeditorin, Casey Affleck als Besten Hauptdarsteller, Lucas Hedges als Besten Nebendarsteller und Michelle Williams als Beste Nebendarstellerin. Von der britischen Filmzeitschrift Sight & Sound wurde Manchester by the Sea in die Top 10 der Besten Filme des Jahres und vom American Film Institute in die Top-10-Liste der AFI Movies of the Year aufgenommen.
Justin Chang von Variety beschreibt den Film als „wunderschön aufgebautes, gut verpacktes Drama, das zeigt, wie eine Familie durch einen Todesfall gezwungen wird, sich erneut mit einer in der Vergangenheit liegenden Tragödie auseinanderzusetzen“. Chang lobt die Leistung von Casey Affleck bei der Darstellung eines Mannes, der, nachdem er alles verloren hat, in tiefes Schweigen verfällt, und von Gretchen Mol, die in einer späten Szene des Filmes überzeugend eine Mutter spielt, die versucht, sich ihrem Sohn anzunähern, den sie kaum kennt. Chang hebt in seiner Kritik diese Szene hervor, da „ihre Worte die Kraft und die Emotionen des bemerkenswerten Filmes zu destillieren scheinen“. Todd McCarthy von The Hollywood Reporter empfindet einige Szenen im Film – so das Wiedersehen von Patrick und seiner Mutter und das Kennenlernen des künftigen Stiefvaters – als gestelzt und nicht überzeugend. Eine späte Szene im Film, als die großen Differenzen zwischen Lee und Randi dargestellt werden, beschreibt McCarthy hingegen als äußerst emotional.

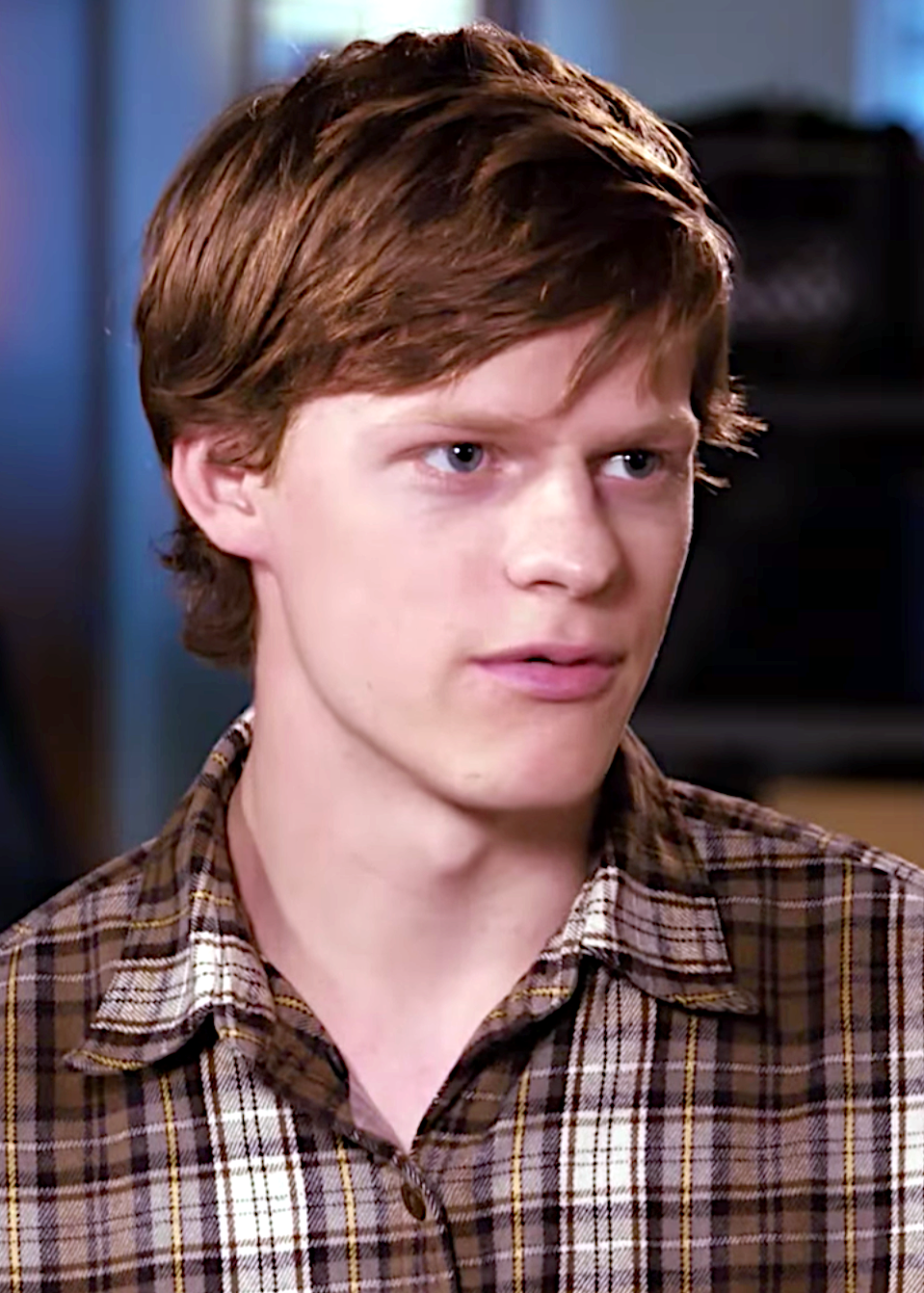
Lucas Hedges spielt Patrick

Martin Schwickert vom Tagesspiegel spricht von einer Perle des US-Independent-Kinos und schreibt: „Mit genauem Blick für das Working-Class-Milieu, wunderbar präzise formulierten Dialogen und einem umwerfenden Casey Affleck entwickelt sich ‚Manchester by the Sea‘ zu einem herzzerreißenden Drama, das die Emotionen hinter der Sprachlosigkeit seines Helden sukzessive freilegt.“
Kai Mihm von epd Film lobt Casey Afflecks Darstellung als „Bravourstück in resolutem Understatement. Mit einem vielsagenden Minimalismus gelingt es ihm, einem zunächst unsympathischen Charakter ein Geheimnis zu geben – man spürt, dass Lees Stumpfheit Ausdruck einer tiefen Traurigkeit ist.“ Außerdem schreibt er über die seines Erachtens gelungene Mischung aus Humor und Tragik in dem Film: „Auch dies ist ein kluger Kniff, denn der Humor lässt die tragischen Momente umso erschütternder wirken; umgekehrt macht die grundlegende Traurigkeit das Lachen umso befreiender.“ Diese „nicht einfache Gratwanderung“ funktioniere „prächtig, dank Lonergans bemerkenswertem Gefühl für ungekünstelte Natürlichkeit. Nichts wirkt aufgesetzt oder manieristisch.“
Von der Deutschen Film- und Medienbewertung wurde Manchester by the Sea mit dem Prädikat besonders wertvoll versehen. In der Begründung heißt es: „Kenneth Lonergan inszeniert diese Familiengeschichte konsequent unspektakulär mit einem absolut passenden Erzählrhythmus. […] Ein herausragend ausgefeiltes Drehbuch bildet die Grundlage für einen atmosphärisch außergewöhnlich dicht inszenierten Film. Überragend dabei die schauspielerische Leistung von Casey Affleck in der Rolle des in sich gekehrten Lee Chandler. Lucas Hedges als Patrick, wie auch alle anderen Schauspieler verkörpern ihre Rollen auf ebenso überzeugende Weise.“
In den USA wurde der Film ab 18. November 2016 lediglich in ausgewählten Kinos gezeigt; erst später kam der Film in den USA landesweit in die Kinos. In Deutschland konnte der Film ca. 321.000 Kinobesucher verzeichnen. Die weltweiten Einnahmen des Films liegen bei 77,5 Millionen US-Dollar.

### Auszeichnungen (Auswahl)

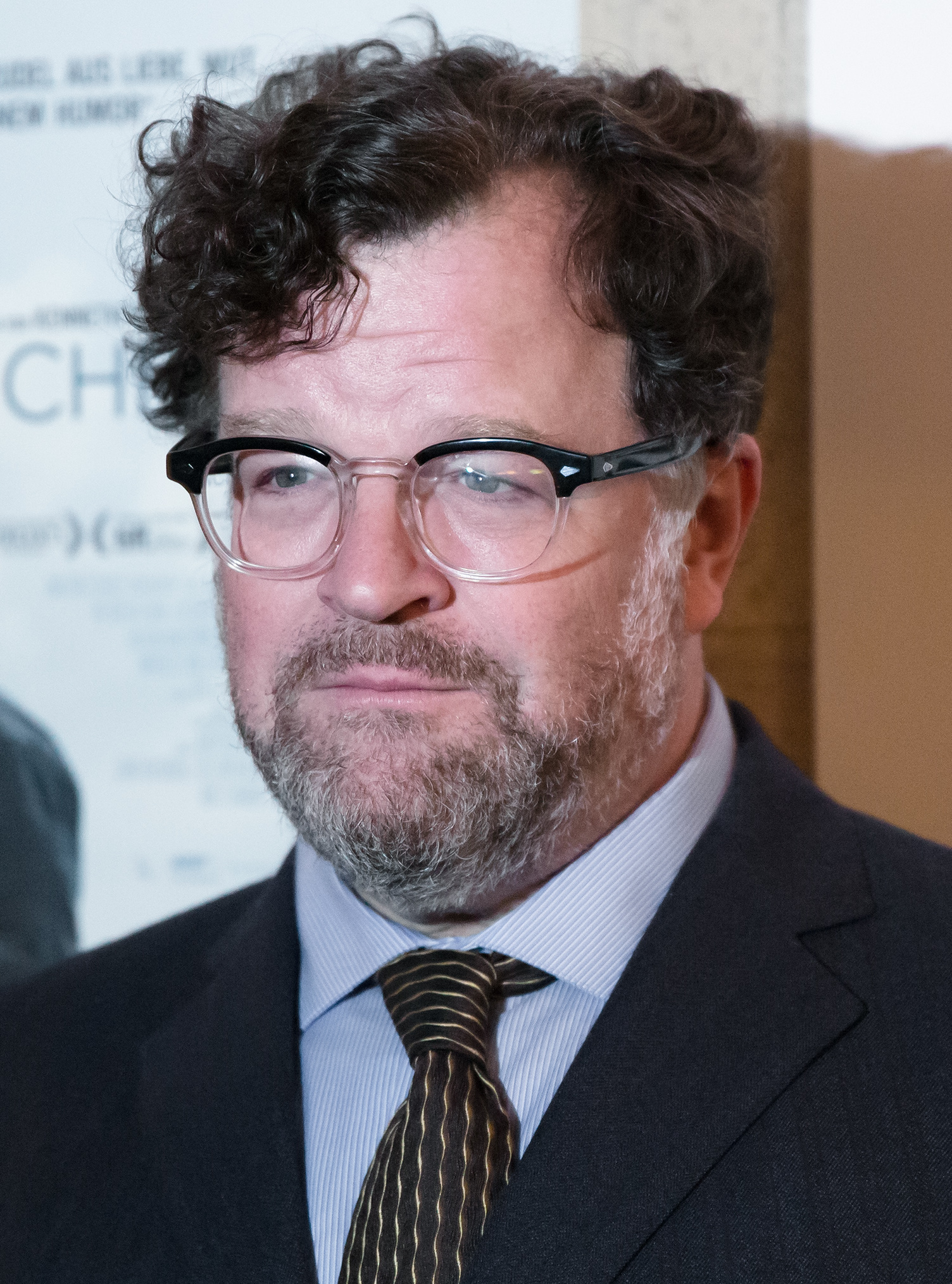
Drehbuchautor und Regisseur Kenneth Lonergan bei der Viennale 2016

Der Film wurde bei einer Reihe von internationalen Filmfestivals vorgestellt und erhielt, wie auch die Beteiligten, eine große Zahl von Nominierungen und Auszeichnungen, darunter eine Auszeichnung für Lonergan mit dem Hollywood Screenwriter Award bei den Hollywood Film Awards 2016, mehrere Nominierungen und Auszeichnungen im Rahmen der Chicago Film Critics Association Awards 2016, zwei Auszeichnungen und weitere vier Nominierungen im Rahmen der AACTA International Awards 2017, eine Auszeichnung im Rahmen der Artios Awards 2017 und eine Nominierung im Rahmen der Excellence in Production Design Awards 2017. Der Film wurde im Rahmen der British Academy Film Awards 2017 in sechs Kategorien nominiert; zudem wurde Lucas Hedges im selben Jahr als Bester Nachwuchsdarsteller nominiert. Im Vorfeld der Oscarverleihung 2017 erhielt Manchester by the Sea in sechs Kategorien eine Nominierung, darunter als Bester Film und für die Beste Regie. Kenneth Lonergan wurde für das Beste Drehbuch mit einem Oscar ausgezeichnet. Die folgende Auflistung enthält eine Auswahl der bekanntesten Preisverleihungen.
British Academy Film Awards 2017
- Nominierung als Bester Film (Lauren Beck, Matt Damon, Chris Moore, Kimberly Steward und Kevin J. Walsh)
- Nominierung für die Beste Regie (Kenneth Lonergan)
- Auszeichnung als Bester Hauptdarsteller (Casey Affleck)
- Nominierung als Beste Nebendarstellerin (Michelle Williams)
- Auszeichnung für das Beste Originaldrehbuch (Kenneth Lonergan)
- Nominierung für den Besten Schnitt (Jennifer Lame)[35]

British Independent Film Awards 2016
- Nominierung als Bester ausländischer Independentfilm[36]

César 2017
- Nominierung als Bester ausländischer Film (Kenneth Lonergan)[37]

Critics’ Choice Movie Awards 2016 (Dezember)
- Nominierung als Bester Film
- Nominierung für die Beste Regie (Kenneth Lonergan)
- Auszeichnung für das Beste Drehbuch (Kenneth Lonergan)
- Auszeichnung als Bester Hauptdarsteller (Casey Affleck)
- Nominierung als Bester Nebendarsteller (Lucas Hedges)
- Nominierung als Beste Nebendarstellerin (Michelle Williams)
- Auszeichnung als Bester Jungdarsteller (Lucas Hedges)
- Nominierung als Bestes Schauspielensemble[38][39]

Directors Guild of America Awards 2017
- Nominierung als Beste Filmproduktion 2016 (Kenneth Lonergan)[40]

Golden Globe Awards 2017
- Nominierung als Bestes Filmdrama
- Nominierung für die Beste Regie (Kenneth Lonergan)
- Nominierung für das Beste Drehbuch (Kenneth Lonergan)
- Auszeichnung als Bester Hauptdarsteller (Casey Affleck)
- Nominierung als Beste Nebendarstellerin (Michelle Williams)[41]

Gotham Independent Film Award 2016
- Nominierung als Bester Spielfilm
- Nominierung in der Kategorie Bestes Drehbuch
- Auszeichnung in der Kategorie Bester Schauspieler (Casey Affleck)
- Nominierung als Bester Nachwuchsdarsteller (Lucas Hedges)[42]

Independent Spirit Awards 2016
- Nominierung als Bester Film
- Nominierung in der Kategorie Bestes Drehbuch
- Auszeichnung als Bester Schauspieler (Casey Affleck)
- Nominierung als Bester Nebendarsteller (Lucas Hedges)
- Nominierung in der Kategorie Bester Filmschnitt[43][44]

London Critics’ Circle Film Awards 2017
- Nominierung als Bester Film
- Nominierung als Bester Regisseur (Kenneth Lonergan)
- Auszeichnung für das Beste Drehbuch (Kenneth Lonergan)
- Auszeichnung als Bester Hauptdarsteller (Casey Affleck)
- Nominierung als Beste Nebendarstellerin (Michelle Williams)[45]

National Board of Review Awards 2016
- Auszeichnung als Bester Film
- Auszeichnung für das Beste Originaldrehbuch (Kenneth Lonergan)
- Auszeichnung als Bester Hauptdarsteller (Casey Affleck)
- Auszeichnung als Bester Nachwuchsdarsteller (Lucas Hedges)[46]

New York Film Critics Circle Awards 2016
- Auszeichnung für das Beste Drehbuch
- Auszeichnung als Bester Hauptdarsteller (Casey Affleck)
- Auszeichnung als Beste Nebendarstellerin (Michelle Williams)

Oscar 2017
- Nominierung als Bester Film
- Nominierung für die Beste Regie (Kenneth Lonergan)
- Auszeichnung als Bester Hauptdarsteller (Casey Affleck)
- Nominierung als Bester Nebendarsteller (Lucas Hedges)
- Nominierung als Beste Nebendarstellerin (Michelle Williams)
- Auszeichnung für das Beste Drehbuch (Kenneth Lonergan)[47]

Producers Guild of America Awards 2017
- Nominierung für The Darryl F. Zanuck Award (Matt Damon, Kimberly Steward, Chris Moore, Lauren Beck und Kevin Walsh)[48]

Satellite Awards 2016
- Auszeichnung als Bester Film
- Auszeichnung für die Beste Regie (Kenneth Lonergan)
- Nominierung für das Beste Originaldrehbuch (Kenneth Lonergan)
- Nominierung für die Beste Filmmusik (Lesley Barber)
- Nominierung als Bester Hauptdarsteller (Casey Affleck)
- Nominierung als Beste Nebendarstellerin (Michelle Williams)
- Nominierung als Bester Nebendarsteller (Lucas Hedges)[49][50]

Screen Actors Guild Awards 2017
- Nominierung als Bester Hauptdarsteller (Casey Affleck)
- Nominierung als Bester Nebendarsteller (Lucas Hedges)
- Nominierung als Beste Nebendarstellerin (Michelle Williams)
- Nominierung als Bestes Schauspielensemble in einem Film[51]

Writers Guild of America Awards 2017
- Nominierung für das Beste Originaldrehbuch (Kenneth Lonergan)[52]